# Phonocentrisme
 (octobre 2013).
Le phonocentrisme est l'idée que le son et la parole sont par nature supérieurs à la langue écrite. Pour les tenants de cette théorie, la parole est plus riche, plus naturelle et plus intuitive que l'écrit. Le phonocentrisme affirme que la parole est le moyen premier et fondamental de communication, la langue écrite n'étant qu'une tentative surajoutée de capturer le discours. 
Le linguiste et rhétoricien Leonard Bloomfield affirme à l'appui de cette thèse que « l'écriture n'est pas du langage, mais simplement un moyen d'enregistrer le langage ». D'autres philosophes avant lui, comme Platon ou Rousseau, avaient eux aussi exprimé leur scepticisme à propos de l'écriture ; ils ressentaient les écrits comme intrinsèquement inférieurs aux méthodes d'enseignement oral.[réf. nécessaire]
Le rhétoricien Walter J. Ong a lui aussi témoigné de sa croyance dans le phonocentrisme : « Nous sommes idéologiquement si attachés à la lettre que nous pensons que l'écriture nous vient naturellement. Nous devons nous rappeler de temps à autre que l'écriture est complètement et irrémédiablement artificielle ». Ong souligne qu'alors que presque tout le monde est capable de communiquer facilement à l'oral, l'écriture nécessite une importante compétence spécifique : « La parole (...) est donnée à pratiquement tout le monde, l'écriture, seulement à une petite élite. »[réf. nécessaire]
Le philosophe Jacques Derrida a critiqué le phonocentrisme, en insistant sur le fait que l'expression écrite possède sa valeur propre et n'est pas un simple « supplément à la parole ».[réf. nécessaire] Selon lui, le phonocentrisme serait simplement une illustration du logocentrisme typique de la philosophie occidentale, qui privilégierait  la présence.